# 丸子城 (信濃国)
丸子城（まるこじょう）は、長野県上田市上丸子にあった日本の城。

## 概要
築城時期は不明。天正13年（1585年）の第一次上田合戦において、真田昌幸が徳川家康軍を迎え撃った際、丸子三左衛門が城主だった。
上田城の戦いの後、徳川方の諏訪頼忠、岡部長盛らが攻撃したが、守りきった（丸子表の戦い）。現在は史跡公園となっている。
丸子城は別名依田城とも呼ばれる。山城であり、依田川と内村川が合流する場所であり、南西方向から続く山の突端に位置する。